# Tadesse Abraham
Tadesse Abraham (Asmara, 12 agosto 1982) è un ex maratoneta eritreo naturalizzato svizzero.
Si è laureato campione europeo di mezza maratona ad Amsterdam 2016.

## Palmarès
| Anno | Manifestazione  | Sede           | Evento         | Risultato | Prestazione | Note |
| ---- | --------------- | -------------- | -------------- | --------- | ----------- | ---- |
| 2014 | Europei         | Zurigo         | Maratona       | 9º        | 2h15'05"    |      |
| 2015 | Mondiali        | Pechino        | Maratona       | 19º       | 2h19'25"    |      |
| 2016 | Europei         | Amsterdam      | Mezza maratona | Oro       | 1h02'03     |      |
| 2016 | Giochi olimpici | Rio de Janeiro | Maratona       | 7º        | 2h11'42"    |      |
| 2018 | Europei         | Berlino        | Maratona       | Argento   | 2h11'24"    |      |
| 2019 | Mondiali        | Doha           | Maratona       | 9º        | 2h11'58"    |      |
| 2021 | Giochi olimpici | Tokyo          | Maratona       | dnf       | dnf         |      |
| 2024 | Europei         | Roma           | Mezza maratona | 36º       | 1h04'53"    |      |
| 2024 | Giochi olimpici | Parigi         | Maratona       | 38º       | 2h12'22"    |      |

## Campionati nazionali
2020
- Argento ai campionati svizzeri, 10000 m piani - 29'17"70
- Bronzo ai campionati svizzeri, 5000 m piani - 14'09"48
- Oro ai campionati svizzeri di 10 km su strada - 28'30"

2021
- Argento ai campionati svizzeri, 10000 m piani - 29'06"28

2022
- Oro ai campionati svizzeri di maratona - 2h06'38"

## Altre competizioni internazionali
2009
- Oro alla Maratona di Zurigo ( Zurigo) - 2h10'09"

2010
- Bronzo alla Maratona del lago Biwa ( Ōtsu) - 2h10'46"
- 7º alla Maratona di Berlino ( Berlino) - 2h09'24"

2011
- 5º alla Maratona di Toronto ( Toronto) - 2h12'48"
- Oro alla Greifenseelauf ( Zurigo) - 1h04'00"

2013
- Oro alla Maratona di Zurigo ( Zurigo) - 2h07'45"
- 7º alla Maratona di Honolulu ( Honolulu) - 2h21'51"
- Oro alla Greifenseelauf ( Zurigo) - 1h02'36"

2014
- Oro alla Greifenseelauf ( Zurigo) - 1h04'33"

2015
- Oro alla Barcelona Half Marathon ( Barcellona) - 1h00'42"

2016
- 4º alla Maratona di Seul ( Seul) - 2h06'40"

2017
- 5º alla Maratona di New York ( New York) - 2h12'01"
- Oro alla Greifenseelauf ( Zurigo) - 1h03'17"

2019
- Argento alla Maratona di Vienna ( Vienna) - 2h07'24"

2021
- 6º alla Maratona di Vienna ( Vienna) - 2h12'26"

2022
- 14º alla Mezza maratona di Copenaghen ( Copenaghen) - 59'53"
- 12º al Giro podistico internazionale di Castelbuono ( Castelbuono) - 36'38"

2023
- 6º alla Maratona di Barcellona ( Barcellona) - 2h06'43"

2024
- 5º alla Maratona di Valencia ( Valencia) - 2h04'38"
- Oro alla Maratona di Barcellona ( Barcellona) - 2h05'01"